# Alectrias
Alectrias is een geslacht van straalvinnige vissen uit de familie van stekelruggen (Stichaeidae).

## Soorten
- Alectrias alectrolophus (Pallas, 1814)
- Alectrias benjamini Jordan & Snyder, 1902
- Alectrias cirratus (Lindberg, 1938)
- Alectrias gallinus (Lindberg, 1938)
- Alectrias mutsuensis Shiogaki, 1985